# Kenneth Hawks
Pour les articles homonymes, voir Hawks.
Kenneth Hawks, né le 12 août 1898 en Indiana, mort le 2 janvier 1930 au large de Santa Monica en Californie, est un réalisateur américain mort dans un accident aérien lors du tournage d'un de ses films.

## Biographie

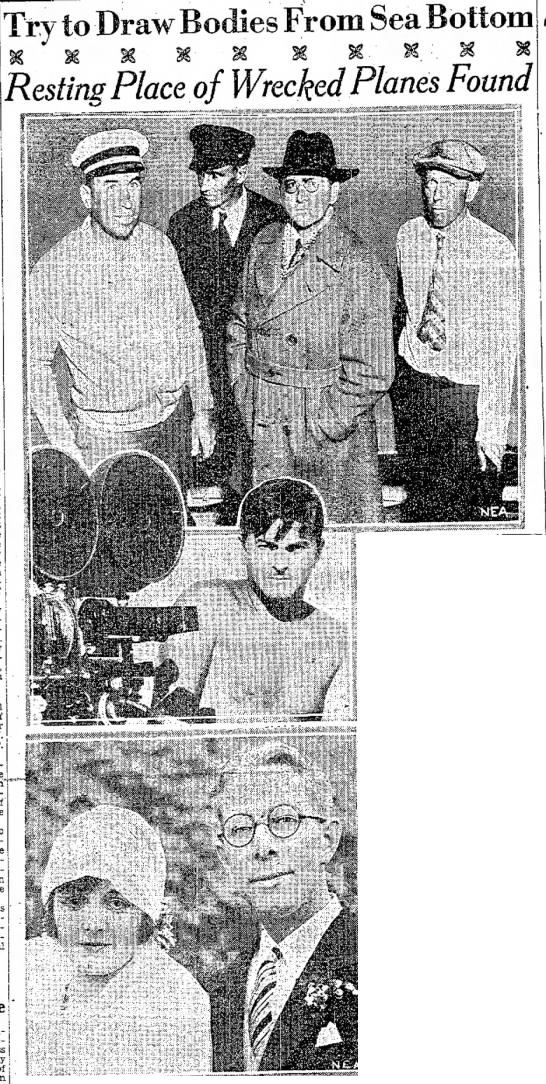
Extrait du journal The Ogden Standard-Examiner du 4 janvier 1930.

Frère de Howard Hawks, il sort diplômé de l'Université Yale en 1919. Il déménage à Hollywood avec son frère, et devient scénariste, monteur et superviseur pour la Fox Corporation en 1926. Il commence à réaliser des films pour la Fox en 1929. Il a supervisé en particulier le documentaire True Heaven (1929). 
Il rencontre l'actrice Mary Astor en 1927 et se marie avec elle en 1928. Le 2 janvier 1930, alors qu'il dirige le tournage de scènes aériennes du film Such Men Are Dangerous, il meurt lors d'une collision aérienne au-dessus du Pacifique avec 9 autres personnes : le pilote Walter Ross Cook, le cameraman George Eastman, l'assistant réalisateur Ben Frankel, l'assistant directeur Max Gold, Tom Harris, Harry Johannes, Otho Jordan, le pilote Halleck Rouse, et le caméraman Conrad Well. Les avions qui sont entrés en collision étaient des Stinson SM-1F Detroiters; la cause de l'accident est probablement liée à un éblouissement dû au soleil. Son corps a été retrouvé et, après incinération, ses cendres ont été dispersées sur le lieu de l'accident. Son frère Howard devait initialement monter dans l'avion mais il y a renoncé à la dernière minute.

## Filmographie

### En tant que réalisateur
- 1929 : Masked Émotions
- 1929 : Big Time
- 1930 : Sa plus belle vengeance (Such Men Are Dangerous)

### En tant que producteur
- 1929 : Sa vie m'appartient